# Frigga Haug
Frigga Haug (Mülheim an der Ruhr, 28 de noviembre de 1937) es una socióloga y filósofa marxista alemana.

## Biografía
Frigga Haug, de soltera Langenberger, vivió la época del nacionalsocialismo y el fin de la guerra cuando era niña en la Región del Ruhr. Sus padres eran miembros de la Unión de Estudiantes Alemanes Nacionalsocialista. Su madre (nacida en 1911) estudió economía y era una de las pocas estudiantes en ese momento. Creció bajo la influencia de las experiencias de la Segunda Guerra Mundial y la pobreza asociada, así como por la muerte de su padre en Stalingrado. A partir de 1948 asistió a la escuela secundaria de Luisenschule y, tras graduarse en 1957, comenzó a estudiar en Berlín Occidental.
Tras el matrimonio y el nacimiento de una hija en 1963, se mudó a Colonia, interrumpió sus estudios y solo regresó a Berlín Occidental dos años después. Desde 1965 está casada con el filósofo Wolfgang Fritz Haug por segunda vez.
En 1970 se diplomó en sociología, se doctoró en psicología en 1976 y se graduó como profesora en 1978 en psicología social. Durante el movimiento estudiantil, fue asistente en el Instituto de Psicología de la Universidad Libre de Berlín y participó activamente en el movimiento de mujeres desde el principio.
Haug fue miembro del Ostermarsch movimiento pacifista alemán y desde 1965 trabajó en la revista académica "Das Argument". En protesta contra la guerra de Estados Unidos en Vietnam, se unió a la Federación Socialista Alemana de Estudiantes (SDS). Frigga Haug era miembro de Frauenbund, un grupo que se formó en 1968 como el "Consejo de Acción para la Liberación de la Mujer". Esta se escindió en un grupo, que a partir de entonces se denominó Bread and Roses, y un segundo, al que también pertenecía Frigga Haug, que inicialmente siguió llevando el antiguo nombre, pero pasó a llamarse Asociación de Mujeres Socialistas de Berlín Occidental (SFB) en 1970. Esta unión de mujeres existió hasta alrededor de 1980. Frigga Haug fue una figura destacada en la SFB. En ese momento, Haug rechazó el feminismo autónomo y de base del centro de mujeres en Berlín Occidental, que estaba activo al mismo tiempo. Más tarde, Haug reflexionó críticamente sobre sus posiciones dogmáticas de la década de 1970, véase Feminismo Marxista.
A finales de la década de 1980, Haug fundó la serie policial para mujeres Ariadne como parte de la revista Argument, en la que se publican novelas policiales escritas exclusivamente por mujeres. Su hija Else Laudan ha dirigido la serie durante varios años.

## Tesis
Als zentrale These behaupte ich: sich opfern ist eine Tat und kein Schicksal, ... da wir selber die Herrschaft, derer wir uns entledigen wollen, auch in uns tragen.
Frigga HaugFrauen – Opfer oder Täter. Haug 1990, S. 34

A partir de su trabajo político en la década de 1960, Haug desarrolló la idea de que la visión unidimensional de las mujeres como víctimas de una sociedad patriarcal-capitalista no representa adecuadamente la realidad personal de las personas. Se negó a aceptar la tesis de que las mujeres son víctimas como objetos y, por tanto, pasivas, dependientes e incapaces de resistir. La condición de víctima dificulta la visión de las posibilidades de cambio.

## Trabajos
Las principales áreas de investigación de Haug son la socialización femenina y la política, el trabajo y la automatización, el aprendizaje y los métodos de las ciencias sociales. En la década de 1970 desarrolló el método de trabajo de la memoria colectiva. Tras ocho trabajos sobre investigación laboral, publicó sobre marxismo y feminismo, así como sobre psicología crítica, aprendizaje y, desde la década de 1980, nueve libros sobre la memoria, la política de la mujer y Rosa Luxemburgo.
Frigga Haug trabajó inicialmente como asistente de investigación en la Universidad de Economía y Política de Hamburgo. Hasta 2001 fue profesora de Sociología en la Universidad de Economía y Política de esta ciudad alemana. Fue, además, profesora invitada en Copenhague, Klagenfurt, Innsbruck, Sídney (Australia), Toronto (Canadá), Durham (Estados Unidos). ) Además, es coeditora y editora de la revista “ Das Argument” y del “Historisch-Kritischen Wörterbuch des Marxismus ”, editora del “Forum Kritische Psychologie ”. En 1979 fundó la organización Volks-Uni junto con Wolfgang Fritz Haug. En 1980 creó el foro internacional de feministas socialistas con otras mujeres de países europeos, un foro que permaneció activo durante nueve años.

## Otras actividades

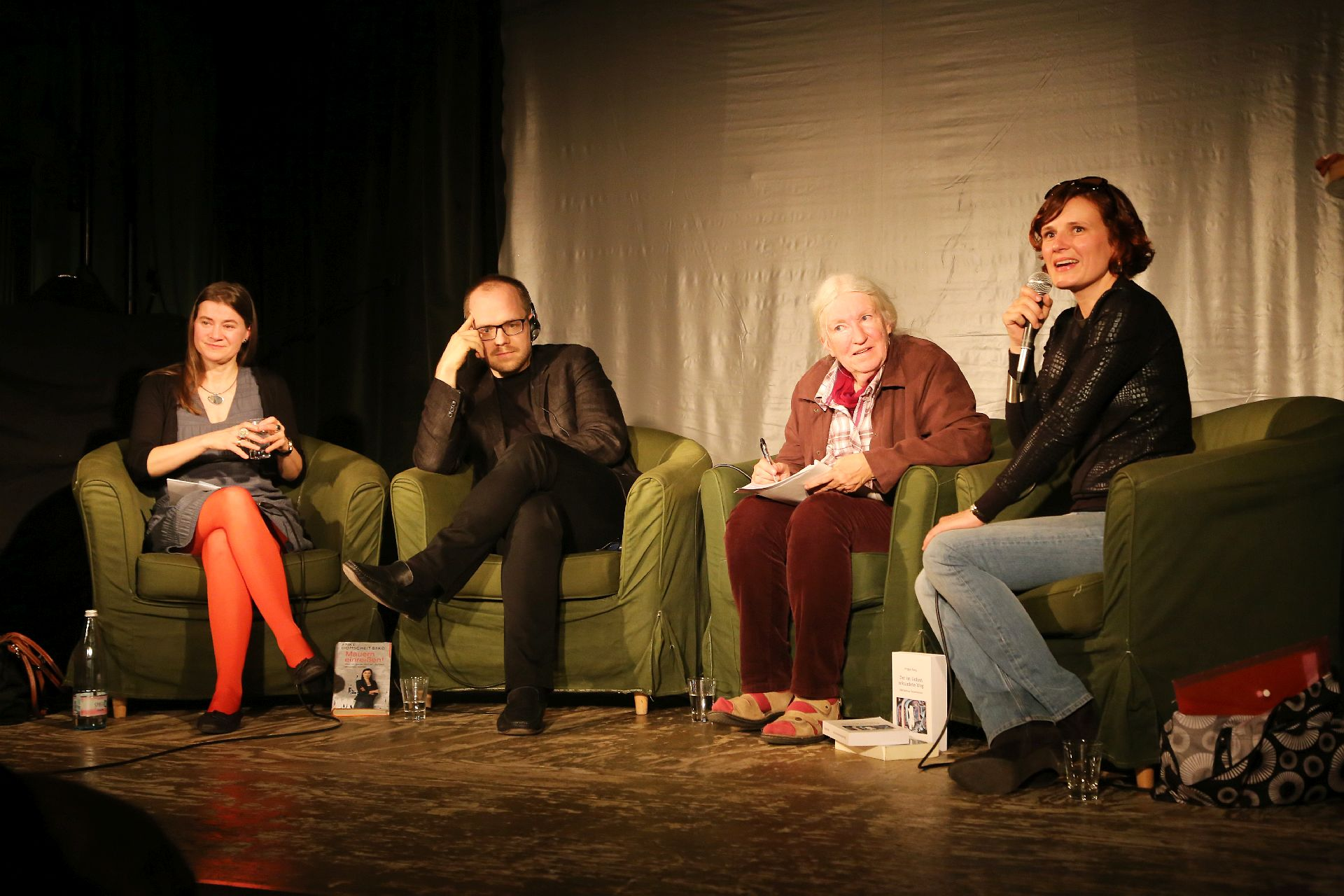
Inauguración de la «Semana de la izquierda del futuro» con Volker Braun, Katja Kipping, Frigga Haug, Anke Domscheit-Berg, Dietmar Dath y otros. Berlín, 23 de abril de 2015

Frigga anunció su entrada en el partido alemán Die Linke durante el congreso de 2007. También es miembro de
- Consejo científico asesor de Attac
- Consejo Científico Asesor de la Fundación Rosa Luxemburg
- Patronato del Institut Solidarische Moderne
- Asociación de Escritores Alemanes

- Frigga Haug es la presidenta del Instituto de Teoría Crítica de Berlín

- En 2013 recibió el Premio Mujer Clara Zetkin

## Obras

### En alemán
- Kritik der Rollentheorie, Fischer, Frankfurt 1973, 1975, wieder aufgelegt ²1994, ISBN 3-88619-222-9.
- Erziehung und gesellschaftliche Produktion. Kritik des Rollenspiels, Campus, Frankfurt 1977, ISBN 3-593-32532-2.
- Hg. Frauenformen, Alltagsgeschichten und Entwurf einer Theorie weiblicher Sozialisation 1980, 2. A  1981, 3. überarbeitete Auflage, als: Erziehung zur Weiblichkeit, Argument Verlag, Hamburg.
- Hg. Sexualisierung der Körper, Argument Verlag, Hamburg 1982, 2. A 1988, 3. A 1992, englisch Verso Verlag 1983.
- mit Kornelia Hauser (Hg.): Subjekt Frau. Kritische Psychologie der Frauen, Argument Verlag, Berlin 1985, Bd. 1, ISBN 3-88619-117-6.
- mit Kornelia Hauser (Hg.): Der Widerspenstigen Lähmung, Argument Verlag, Berlin 1986.
- Frauen – Opfer oder Täter? Zeitschrift Argument, Sonderheft 46, Hamburg 1988.
- (Hg.): Sexualisierung der Körper, Zeitschrift Argument Sonderheft 90H, Hamburg 1988, ISBN 3-88619-090-0.
- mit Kornelia Hauser (Hg.): Die andere Angst, Argument Verlag 1991.
- mit Eva Wollmann (Hg.): Hat die Leistung ein Geschlecht? Argument Verlag, Hamburg 1993, ISBN 3-88619-219-9.
- Vorlesungen  zur Einführung in die Erinnerungsarbeit, Argument Verlag, Hamburg 1999, ISBN 3-88619-321-7.
- Erinnerungsarbeit, Argument Verlag, Hamburg 1994, ISBN 3-88619-383-7.
- mit Brigitte Hipfl (Hg.): Sündiger Genuss. Filmerfahrungen von Frauen. Argument Verlag www. friggahaug.inkrit.de, 1995.
- Zum Spannungsverhältnis von Theorie und Empirie bei Rosa Luxemburg, in: Theodor Bergmann, Wolfgang Haible (Hg.): Reform, Demokratie, Revolution. Zur Aktualität von Rosa Luxemburg. Supplement zu Sozialismus (Zeitschrift), 5. VSA-Verlag Hamburg 1997 ISBN 3-87975-921-9, S. 28–35.
- Lernverhältnisse. Selbstbewegungen und Selbstblockierungen, Argument Verlag, Hamburg 2003.
- Hg., Historisch-kritisches Wörterbuch des Feminismus, Bd. 1, Argument Verlag Hamburg 2003, 2A 2011.
- Hg., Nachrichten aus dem Patriarchat. Argument Verlag, Hamburg 2005.
- mit Ulrike Gschwandtner: Sternschnuppen. Zukunftserwartungen von Jugendlichen. Argument Verlag, Hamburg 2006.
- mit Katrin Reimer (Hg.): Politik ums Kopftuch, Argument Verlag, Hamburg 2005.
- Rosa Luxemburg und die Kunst der Politik, Argument Verlag, Hamburg 2007, ISBN 978-3-88619-350-9.
- Die Vier-in-einem-Perspektive. Politik von Frauen für eine neue Linke, Argument Verlag, Hamburg 2008, 2. Aufl. 2009, ISBN 978-3-88619-336-3.
- Briefe aus der Ferne. Anforderungen an ein feministisches Projekt heute, Argument Verlag, Hamburg 2010, ISBN 978-3-86754-304-0.
- mit Sabine Gruber und Stephan Krull (Hg.): Arbeiten wie noch nie!? Unterwegs zur kollektiven Handlungsfähigkeit, Argument Verlag, Hamburg 2010. ISBN 978-3-86754-308-8.
- Historisch-kritisches Wörterbuch des Feminismus, Bd. 2, Argument Verlag, Hamburg 2011.
- mit Michael Brie (Hg.): Zwischen Klassenstaat und Selbstbefreiung. Zum Staatsverständnis von Rosa Luxemburg. Nomos Verlag, Baden-Baden 2011, ISBN 978-3-8329-4148-2.
- Der im Gehen erkundete Weg – Marxismus-Feminismus, Argument Verlag, Hamburg 2015, ISBN 978-3-86754-502-0.
- Selbstveränderung und Veränderung der Umstände, Argument Verlag, Hamburg 2018, ISBN 978-3-86754-508-2.
- Die Unruhe des Lernens, Argument Verlag, Hamburg 2020, ISBN 978-3-86754-516-7.

En 1995 se publicó su primera novela policíaca, Jedem nach seiner Leistung, y en 1997 la segunda, Jedem nach seinen Bedürfnissen.

### En inglés
- Female Sexualization: A Collective Work of Memory
- Beyond female masochism: memory-work and politics

### En español
- Rosa Luxemburg y el arte de la política

## Literatura
- Kornelia Hauser (Hrsg.): Viele Orte überall. Festschrift für Frigga Haug, Argumentverlag 1987
- Jutta Meyer-Siebert, Andreas Merkens, Iris Nowak, Victor Rego Diaz (Hrsg.): Die Unruhe des Denkens nutzen. Festschrift für Frigga Haug, Argument Verlag, Hamburg 2002
- Wolfgang Bittner, Mark vom Hofe: Wie sie zur 68erin wurde. Frigga Haug. In: Ich mische mich ein. Markante deutsche Lebensläufe. Horlemann Verlag, Bad Honnef 2006, ISBN 978-3-89502-222-7.
- Ilse Lenz: Die Neue Frauenbewegung in Deutschland. Abschied vom kleinen Unterschied. VS Verlag für Sozialwissenschaften, Wiesbaden 2008, ISBN 978-3-531-14729-1.
- Cristina Perincioli: Berlin wird feministisch. Das Beste, was von der 68er-Bewegung blieb. Querverlag, Berlin 2015, ISBN 978-3-89656-232-6
- Ute Kätzel: Die 68erinnen – Porträt einer rebellischen Frauengeneration. Rowohlt Berlin Verlag, Berlin, 2002, ISBN 3-87134-447-8.